# Ołeksandr Pawluk
Ołeksandr Ołeksijowycz Pawluk (ukr. Олександр Олексійович Павлюк; ur. 20 sierpnia 1970) – ukraiński wojskowy, generał porucznik Sił Zbrojnych Ukrainy. Uczestnik wojny w Donbasie oraz w okresie od 15 marca do 21 maja 2022 wojskowy gubernator obwodu kijowskiego, podczas Inwazji Rosji na Ukrainę. Od 3 marca 2022 dekretem Wołodymyra Zełeńskiego Bohater Ukrainy.

## Życiorys
Pawluk w latach 2006–2007 był dowódcą ukraińskiej misji KFOR w Kosowie. Od 2017 do 2020 dowódca komendy operacyjnej SZ Ukrainy Zachód, następnie od 2020 dowódca Wojsk Lądowych ds. ćwiczeń.
28 lipca 2021 mianowany na szefa JFO. 
W trakcie rosyjskiej inwazji na Ukrainę jeden z dowódców obrony Kijowa, od marca do maja 2022 zastępował Ołeksija Kułebę jako gubernator wojskowy obwodu kijowskiego. 
Odznaczony tytułem Bohatera Ukrainy oraz Orderem Bohdana Chmielnickiego 2. klasy.